# Alicja Śliwicka
Alicja Śliwicka (Świecie, 1 de septiembre de 2001) es una ajedrecista polaca que ostenta el título de Gran Maestra Femenina (WGM) desde 2024.

## Carrera
Ha participado muchas veces en los Campeonatos de Polonia de Ajedrez Juvenil en diferentes grupos de edad de niñas, donde ganó cinco medallas: oro (2015 - Sub-14), tres platas (2009 - Sub-08, 2011 - Sub-10, 2013 - Sub-12) y bronce (2007 - Sub-07).
Representó repetidamente a su país en el Campeonato Europeo Juvenil de Ajedrez y en el Campeonato Mundial de Ajedrez de la Juventud en diferentes grupos de edad, donde ganó tres medallas: dos oros (en 2011, en el Campeonato Europeo Juvenil de Ajedrez en el grupo de edad Sub-10 femenino; en 2019, en el Campeonato Europeo Juvenil de Ajedrez en el grupo de edad Sub-18 femenino) y una plata (en 2015, en el Campeonato Mundial Juvenil de Ajedrez en el grupo de edad Sub-14 femenino). En 2010, en Varsovia, ganó el Campeonato Europeo Juvenil de Ajedrez Blitz en el grupo de edad de chicas Sub-10.
Participó tres veces en el Campeonato de Europa de Ajedrez por Equipos Femenino Sub-18 (2015-2017), donde ganó las medallas de plata (2016) y bronce (2015) en puntuación por equipos, así como dos bronces (2015, 2016) en puntuación individual.
En 2023, en Varsovia, se clasificó quinto lugar en el Campeonato de Polonia de Ajedrez Femenino.
En mayo de 2024, en Rzeszów, se clasificó en sexto lugar en el Campeonato de Polonia de Ajedrez Femenino.
En 2018, recibió el título FIDE de Maestra Internacional Femenina. En 2024, lograría ser designada Gran Maestra Femenina (WGM).